# Zlaté svobody

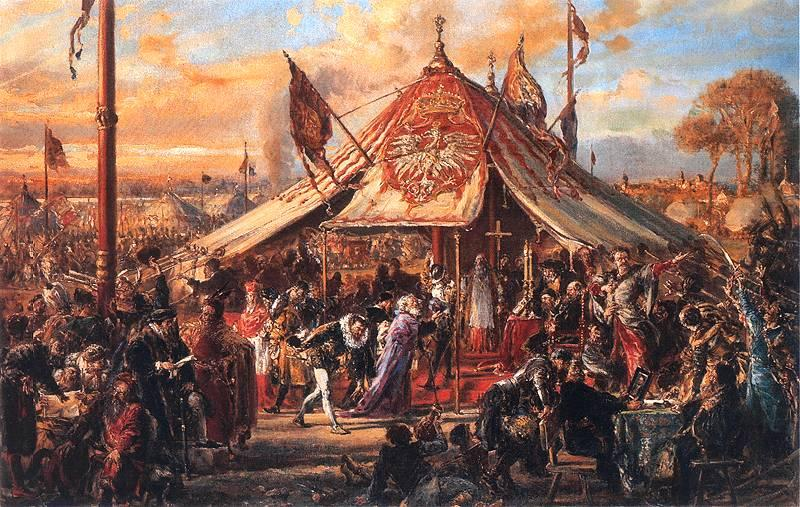
Konec moci Rzeczpospolity. Zlaté svobody. Zvolení 1573. Jan Matejko

Zlaté svobody (polsky złota wolność) je hovorové označení svobod, práv a privilegií, náležících szlachtě v Republice obou národů. Tento právní řád vycházel především z aristotelovské filosofie, katolického vyznání a politické praxe Benátské republiky. Název se rozšířil v roce 1597.

## Významná práva a privilegia
- osobní nedotknutelnost (Neminem captivabimus nisi iure victum)
- vláda sejmu (Nihil novi nisi commune consensu)
- svoboda vyznání (Varšavská konfederace)
- majetková nedotknutelnost (Červiňské privilegium)
- liberum veto
- Volba krále v Polsku - viritim
- Košické privilegium
- rovnost šlechtického stavu [3][4][5]